# إثميا دكاريانية
إثميا دكاريانية (الاسم العلمي: Ethmia decaryanum) هي نوع من الحشرات تتبع جنس الإثميا من فصيلة الألاشستيات.